# Carl Voscherau
Carl Hans August Voscherau (* 24. Dezember 1900 in Hamburg; † 24. August 1963 ebenda) war ein deutscher Schauspieler, Hörspiel- und Synchronsprecher.

## Leben
Carl war der Sohn des Boten Carl Heinrich Voscherau und der Wiebke Catharina Dorothea Möller. Nach einer auf Wunsch seines Vaters absolvierten kaufmännischen Lehre wurde er Finanzbeamter. Carl und sein Bruder Walter hatten früh den Drang zur Bühne: Carl nahm Schauspielunterricht bei Franz Kreidemann, Walter hatte einen ansprechenden Bariton und nahm Gesangsunterricht. Sie spielten gemeinsam als Volksbühnenspieler in den damals verbreiteten Theatervereinen, insbesondere der Arbeiterbewegung: Volksspielbühne Thalia, Volksspielbühne Club Concordia, Volksspielbühne „Rideamus“ usw., darunter auch Richard Ohnsorgs „Niederdeutsche Bühne e. V.“. Die Aufführungen begannen etwa 1919 und setzten sich bis 1944 fort; dann wurde wegen der Bombenangriffe der Theaterbetrieb eingestellt. Die Stücke wurden meist im später bombenzerstörten Conventgarten aufgeführt, aber auch in den Volksheimen der Arbeiterbewegung.

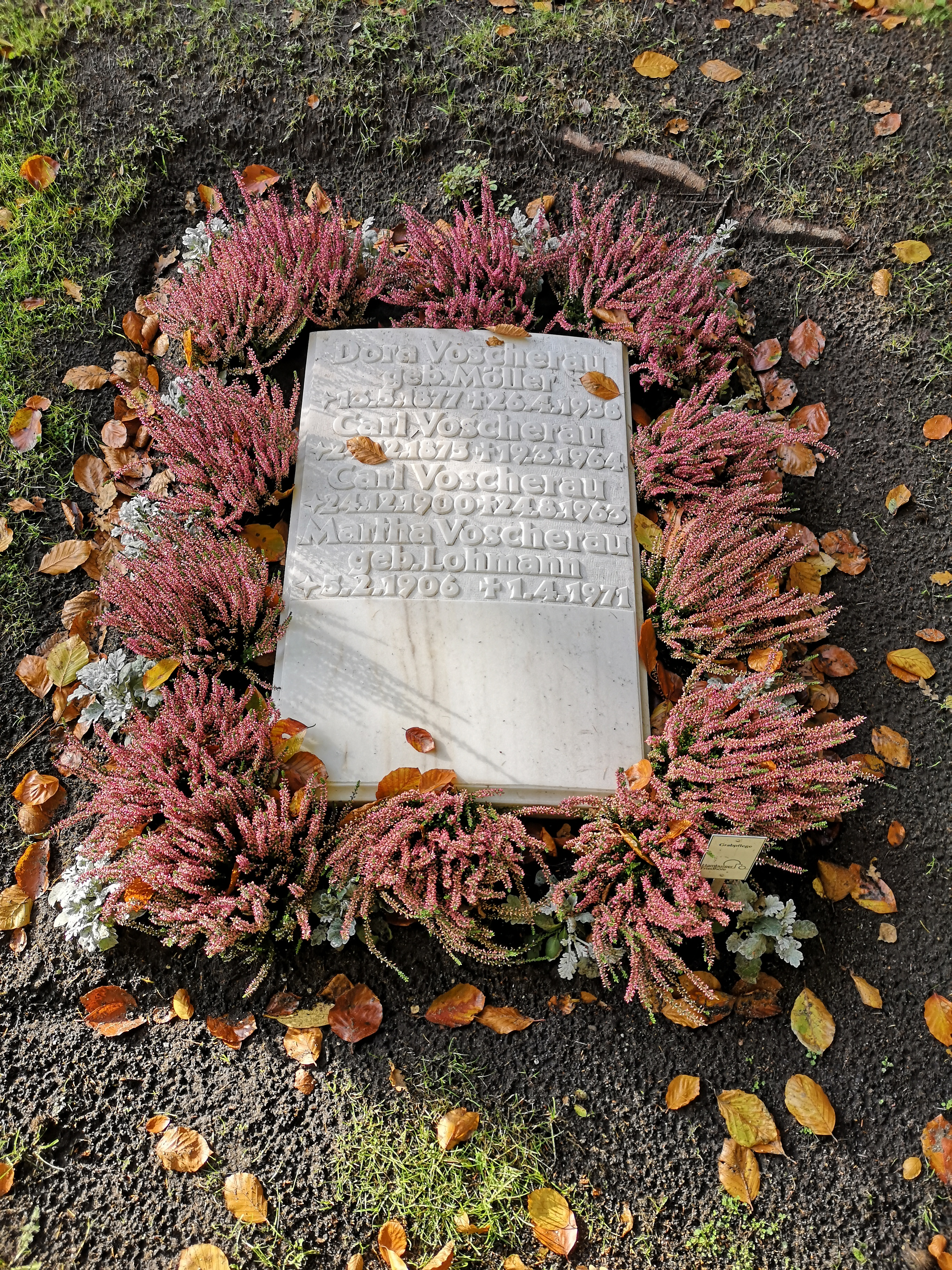
Grab von Carl Voscherau auf dem Friedhof Ohlsdorf

Als in der Finanzbehörde beschäftigter Sozialdemokrat wurde Carl 1933 arbeitslos. Daraufhin betätigte er sich als Bänkelsänger und wurde 1940 von Richard Ohnsorg an dessen „Niederdeutsche Bühne“ und 1946 von Willy Maertens an das Thalia Theater geholt, während sein Bruder Walter unter dem Künstlernamen Walter Scherau am Hamburger Ohnsorg-Theater bekannt wurde.
Carl selbst bewegte sich in einem ähnlichen Rollenfach. Er debütierte am Thalia Theater als Junker Tobias In Was ihr wollt und spielte in den folgenden Jahren zahlreiche kleinere Rollen wie den Fischer Wulkow in Der Biberpelz (1949) und einen Musikclown in Erik Charells Feuerwerk (1953).
Als Erzähler „Schnubbelwubbel“ bei den jährlichen Weihnachtsmärchen im Thalia Theater ist er in Hamburg unvergessen. Er war sowohl Regisseur als auch zuständig für das Öffnen des Vorhangs. Es war sein eindringlicher Spruch, „Vorhang, hör’, wir bitten Dich, öffne, öffne, öffne Dich“, den er und die vielen Kinder immer wieder riefen, bis das Märchen begann.
Seit 1947 übernahm Voscherau Nebenrollen in Filmen, die meist im Atelier Bendestorf produziert wurden, vorwiegend von der Hamburger Real-Film. 1952 wirkte er in den ersten Fernsehsendungen des NWDR mit.
Er lieh seine Stimme als Synchronsprecher unter anderem Lou Jacobi (Voller Wunder ist das Leben) und James Robertson Justice (Doktor ahoi!, Sturm über dem Nil, Unterwelt).
Als Hörspielsprecher war er beim NWDR Hamburg und dessen späteren Rechtsnachfolger, dem NDR in zahlreichen Produktionen in unterschiedlichen Genres zu hören, so auch in mehreren Mundart-Hörspielen, in denen er zumeist mit den ehemaligen „Ohnsorg-Kollegen“ auftrat, wie beispielsweise 1950 gemeinsam mit Heidi Kabel und Otto Lüthje in Paul Schureks Komödie Lünkenlarm.
Nach dem Tod von Just Scheu übernahm er 1956 als „Pflegevater“ bis zu seinem eigenen Tod 1963 die Moderation der Funklotterie des NDR.
Carl heiratete Martha geb. Lohmann (1906–1971). Sie waren die Eltern von Henning Voscherau, der 1988 bis 1997 Erster Bürgermeister der Freien und Hansestadt Hamburg war, und von Eggert Voscherau, der von 2009 bis 2014 Aufsichtsratsvorsitzender der BASF SE war.
Carl Voscherau starb am  24. August 1963 im Alter von 62 Jahren überraschend an einem Herzinfarkt. Er ruht auf dem Friedhof Ohlsdorf.

## Filmografie
- 1947: Film ohne Titel
- 1948: Der Apfel ist ab
- 1948: Blockierte Signale
- 1949: Die Andere
- 1949: Diese Nacht vergess ich nie!
- 1949: Die Freunde meiner Frau
- 1949: Artistenblut
- 1949: Schicksal aus zweiter Hand
- 1949: Kätchen für alles
- 1949: Gefährliche Gäste
- 1949: Schatten der Nacht
- 1950: Dreizehn unter einem Hut
- 1950: Nur eine Nacht
- 1950: Der Mann, der sich selber sucht
- 1950: Der Schatten des Herrn Monitor
- 1950: Das Mädchen aus der Südsee
- 1950: Insel ohne Moral
- 1950: Die Dritte von rechts
- 1950: Die Sünderin
- 1951: Schön muß man sein
- 1951: Engel im Abendkleid
- 1951: Kommen Sie am Ersten
- 1952: Die Diebin von Bagdad
- 1952: Die Stimme des Anderen
- 1952: Das Sparschwein (TV)
- 1952: Inspektor Tondi (TV)
- 1953: Keine Angst vor großen Tieren
- 1953: Unter den Sternen von Capri
- 1953: Blume von Hawaii
- 1953: Schneeweißchen und Rosenrot (TV)
- 1953: Komm zurück
- 1954: John Walker schreibt seiner Mutter (TV)
- 1954: Die Mücke
- 1955: Wie werde ich Filmstar?
- 1955: Die Mädels vom Immenhof
- 1955: Eine Handvoll Shilling (TV)
- 1955: Unternehmen Schlafsack
- 1955: Zwei blaue Augen
- 1956: Die Ehe des Dr. med. Danwitz
- 1956: Skandal um Dr. Vlimmen
- 1957: Die Zürcher Verlobung
- 1957: Tolle Nacht
- 1957: Junger Mann, der alles kann
- 1957: Das Herz von St. Pauli
- 1957: Lemkes sel. Witwe
- 1957: Madeleine und der Legionär
- 1958: Hoppla, jetzt kommt Eddie
- 1958: Bühne frei für Marika
- 1958: Der Mann, der nicht nein sagen konnte
- 1958: Der Maulkorb
- 1958: 13 kleine Esel und der Sonnenhof
- 1959: Freddy, die Gitarre und das Meer
- 1959: Die Nacht vor der Premiere
- 1959: Der blaue Nachtfalter
- 1959: Buddenbrooks (2 Teile)
- 1960: Taler, Taler, du mußt wandern (TV)
- 1960: Der Untergang der „Freiheit“ (TV)
- 1960: Am Abend ins Odeon (TV-Serie)
- 1961: Gestatten, mein Name ist Cox (TV-Serie)
- 1963: Hafenpolizei (TV-Serie) – Der chinesische Koch
- 1963: Heimweh nach St. Pauli
- 1964: So ein süßes kleines Biest (TV-Serie) – Eigenes Heim – Nicht allein

## Hörspiele
- 1946: De politsche Kannengeter – Regie: Curt Becker
- 1946: Die Affaire Dreyfus – Regie: Kurt Reiss
- 1946: Der Tor und der Tod – Regie: Ludwig Cremer
- 1946: Moral – Regie: Otto Kurth
- 1946: Antigone – Regie: Ludwig Cremer
- 1946: Stratenmusik – Regie: Curt Becker
- 1946: Das unterschlug Homer – Regie: Hans Kettler
- 1946: Hallo üm de Koh – Regie: Curt Becker
- 1946: Der Patriot – Regie: Otto Kurth
- 1946: Das Totenschiff – Regie: Ludwig Cremer
- 1946: Der Maulkorb – Regie: Ludwig Cremer
- 1947: Unsere Frau Mama – Regie: Günther Schnabel
- 1947: Draußen vor der Tür – Regie: Ludwig Cremer
- 1947: Was wäre, wenn … – Regie: Ludwig Cremer
- 1947: Hoppe Hoppe Reiter – Regie: Gustav Burmester
- 1947: Die heilige Johanna – Regie: Ludwig Cremer
- 1947: Gang durch die Nacht – Regie: Gustav Burmester
- 1947: Silberstrahl – Regie: Gottfried Lange
- 1947: Der Wahrtraum – Regie: Ludwig Cremer
- 1947: Nachtflug – Regie: Günther Schnabel
- 1947: Galileo Galilei – Regie: Ludwig Cremer
- 1947: Die Millionen-Pfundnote – Regie: Heinrich Ockel
- 1948: Herr Boltenhof kann nicht kommen – Regie: Ludwig Cremer
- 1948: Abfahrt 4.32 Uhr – Regie: Ludwig Cremer
- 1948: Menschenleben nicht notiert – Ein Hörspiel um den Untergang der „Titanic“ – Regie: Fritz Schröder-Jahn
- 1948: Vier Jahre und ein Tag – Regie: Ludwig Cremer
- 1948: Säuberung in Ithaka – Regie: Hans Quest
- 1948: Die Muschel der Kalypso – Regie: Helmut Käutner
- 1948: Das kleinere Übel – Regie: Ludwig Cremer
- 1948: Der Schelm von Bergen – Regie: Ulrich Erfurth
- 1949: Zurück zu Methusalem – Regie: Günter Rennert
- 1949: Achtung Falschgeld – Regie: Gustav Burmester
- 1949: Der Skandal im Envoy-Hotel – Regie: Fritz Schröder-Jahn
- 1949: Frauen ohne Hafen – Regie: Gustav Burmester
- 1949: Die Schwätzer – Regie: Hartwig Schmidt
- 1949: Dat Moor – Regie: Hans Freundt
- 1949: Schiff ohne Hafen – Regie: Fritz Schröder-Jahn
- 1949: Wrack – Regie: Hans Freundt
- 1949: Die grüne Grube – Regie: Gustav Burmester
- 1949: Silvester oder „Bullenkopp un Stint“ – Regie: Hans Freundt
- 1950: Die wundertätigen Bettler – Regie: Gustav Burmester
- 1950: Swienskomödi – Regie: HansFreundt
- 1950: Ein Sohn der Sonne (1. Teil: Vom Sohn der Sonne) – Regie: Curt Becker
- 1950: Götter Gräber und Gelehrte (1. Teil: Der Faden der Ariadne) – Regie: Gustav Burmester
- 1950: Erpressung – Regie: Heinrich Fischer
- 1950: Kon-Tiki – Abenteuer in der Unendlichkeit – Regie: Gerlach Fiedler
- 1950: Das Hopkins-Manuskript – Regie: Gustav Burmester
- 1950: Lünkenlarm – Regie: Hans Freundt
- 1950: Miss Green – Regie: Hans Rosenhauer
- 1950: Der gerechte Herr Boll – Regie: Fritz Schröder-Jahn
- 1951: Die Dame ist nicht fürs Feuer – Regie: Heinrich Koch
- 1951: Herr Thorberg lernt wieder laufen – Regie: Detlof Krüger
- 1951: Segeln – ein Sport für Männer – Regie: Rudi Fisch
- 1951: Der Teufel fährt im D-Zug mit – Regie: Fritz Schröder-Jahn
- 1951: Abteilung für Notwohnungen – Regie: Gustav Burmester
- 1951: Der Geizige – Regie: Fritz Schröder-Jahn
- 1951: Ruf mich an – Regie: Hans Gertberg
- 1951: Flüchtlinge – Regie: Detlof Krüger
- 1951: Merlette – Regie: Kurt Reiss
- 1951: Am Ende der Straße – Regie: Gustav Burmester
- 1951: Wir bauen unsern Kohl – Regie: Rudi Fisch
- 1951: Der Held von San Isidro – Regie: Gustav Burmester
- 1951: Seltsames Verhör – Regie: Fritz Schröder-Jahn
- 1951: Geschichte Gottfriedens von Berlichingen mit der eisernen Hand – Regie: Hans Lietzau
- 1952: Das dunkle Element – Regie: Detlof Krüger
- 1952: As de Minschen – Regie: Hans Freundt
- 1952: Ei, Ei, Ei und noch ein Ei – Regie: Kurt Reiss
- 1952: Pfandschein 1313 – Regie: Hans Rosenhauer
- 1952: Karussell zu verkaufen – Regie: Helmut Käutner
- 1952: Hüüt kummt Vadder ok mol an de Luft! – Regie: Hans Freundt
- 1952: Das Gericht zieht sich zur Beratung zurück (Folge: Tumult beim Fußball) – Regie: Gerd Fricke
- 1952: Das Gericht zieht sich zur Beratung zurück (Folge: Der 13. März) – Regie: Gerd Fricke
- 1952: Saison 1856/57 – Regie: Kurt Reiss
- 1952: Ulenspegel – Kneep – Regie: Hans Freundt
- 1952: Der Damm – Regie: Werner Perrey
- 1952: Die Steuererklärung – Regie: Gustav Burmester
- 1952: Keine Chance für Martinsen – Regie: Detlof Krüger
- 1952: Draußen vor der Tür – Regie: Ludwig Cremer
- 1952: Besorgen Sie uns 2000 Dromedare – Regie: Hans Freundt
- 1952: De dütsche Slömer – Regie: Hans Freundt
- 1952: De Düwel lehrt danzen – Regie: Hans Freundt
- 1952: Die Brücke von San Luis Rey – Regie: Gert Westphal
- 1953: Der Briefträger ging vorbei – Regie: Gustav Burmester
- 1953: In rasender Fahrt – Regie: Gert Westphal
- 1953: Funken in die Ferne – Regie: Curt Becker
- 1953: Ein Quittje trampt durch den Kaiser-Wilhelm-Kanal – Regie: Günter Jansen
- 1953: Sonntagsschule für Negerkinder (Die grünen Weiden) – Regie: Fritz Schröder-Jahn
- 1953: Zum goldenen Anker (Trilogie) – Regie: Gustav Burmester
- 1954: Das Gericht zieht sich zur Beratung zurück (Folge: Der große Bruder) – Regie: Gerd Fricke
- 1954: Smuggelmeier – Regie: Günter Jansen
- 1954: Das glückhafte Schiff von Dorkum – Regie: Detlof Krüger
- 1954: Zwischen zwei Tagen – Regie: Ludwig Cremer
- 1954: Der Seenebel – Regie: S. O. Wagner
- 1955: Junge, Junge, wat’n Heunerkrom – Regie: Günter Jansen
- 1955: Die Dame im grünen Schleier (Reihe: Ungelöste Rätsel der Geschichte) – Regie: Gerlach Fiedler
- 1955: Blot nich old wesen! – Regie: Günter Jansen
- 1955: De snaaksche Vagel – Regie: Hans Tügel
- 1956: Monsieur Job oder Was alles einem Menschen nicht gehört – Regie: Gert Westphal
- 1956: Das Gericht zieht sich zur Beratung zurück (Folge: Überfall in der Julianstraße) – Regie: Gerd Fricke
- 1956: Stratenmusik – Regie: Hans Tügel
- 1957: Das Haus hinter den Weiden – Regie: Gustav Burmester
- 1957: Albert Ballin – Regie: Hans Freundt (Die Aufnahme entstand bereits 1950)
- 1958: Der Prozeß um des Esels Schatten – Regie: Ludwig Cremer
- 1958: Ein seltener Fund (1. Teil: Wem gehört der Schatz?) – Regie: Gernot Weitzl
- 1960: Die Jagd nach dem Täter (Folge: Das einwandfreie Alibi) – Regie: Gerda von Uslar
- 1961: Die Jagd nach dem Täter (Folge: Feuer vor der Küste) – Regie: S. O. Wagner
- 1962: Die Jagd nach dem Täter (Folge: Drei Fliegen mit einer Klappe) – Regie: S. O. Wagner
- 1962: Dat Düvelsspill – Regie: Hans Tügel
- 1962: Häuptling Abendwind – Regie: Kraft Alexander
- 1965: Draußen vor der Tür (Gekürzte Fassung) – Regie: Ludwig Cremer